# Lobelia dortmanna
Lobelia dortmanna (Lobelia europea) es una especie de planta   perteneciente a la familia Campanulaceae.

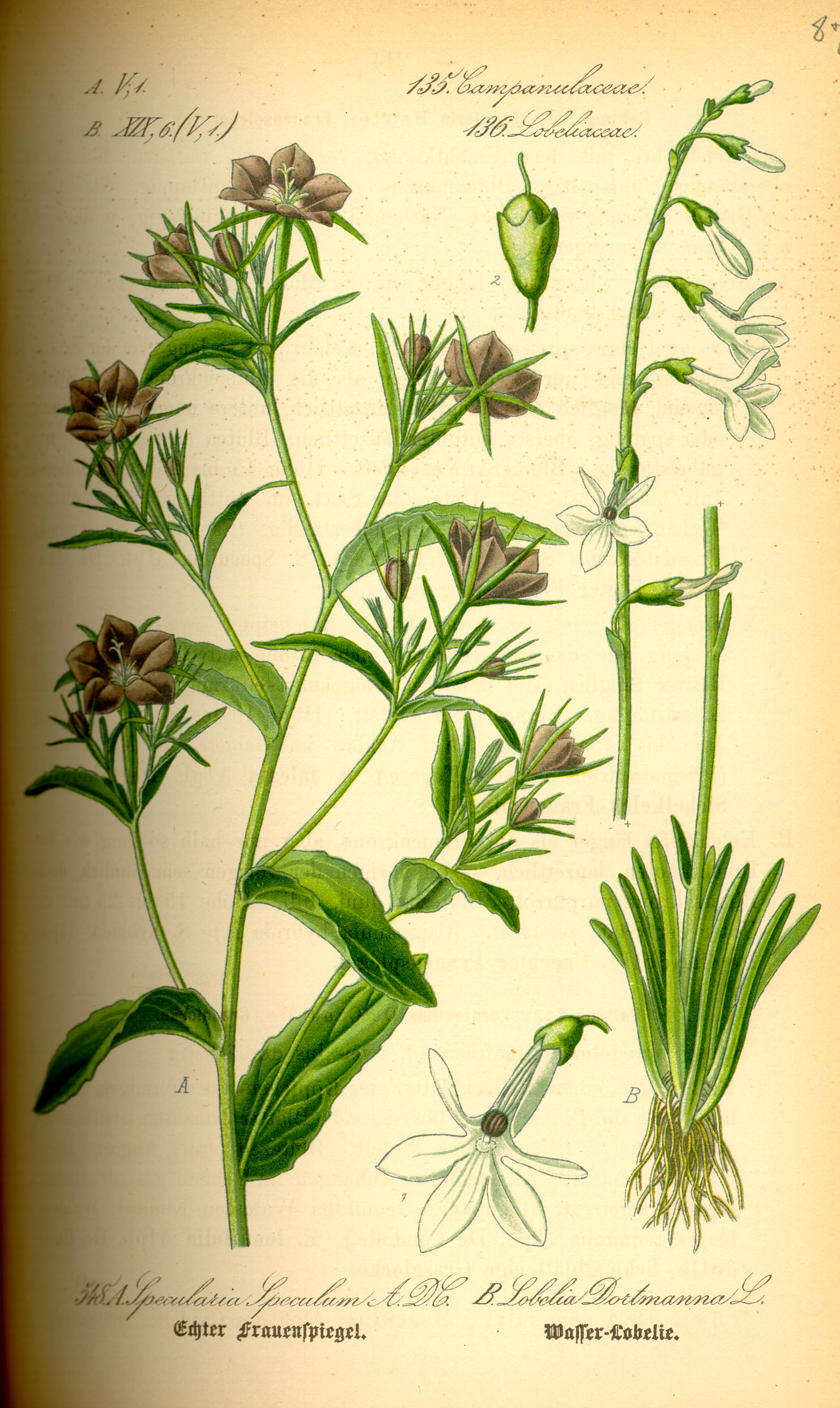
Ilustración

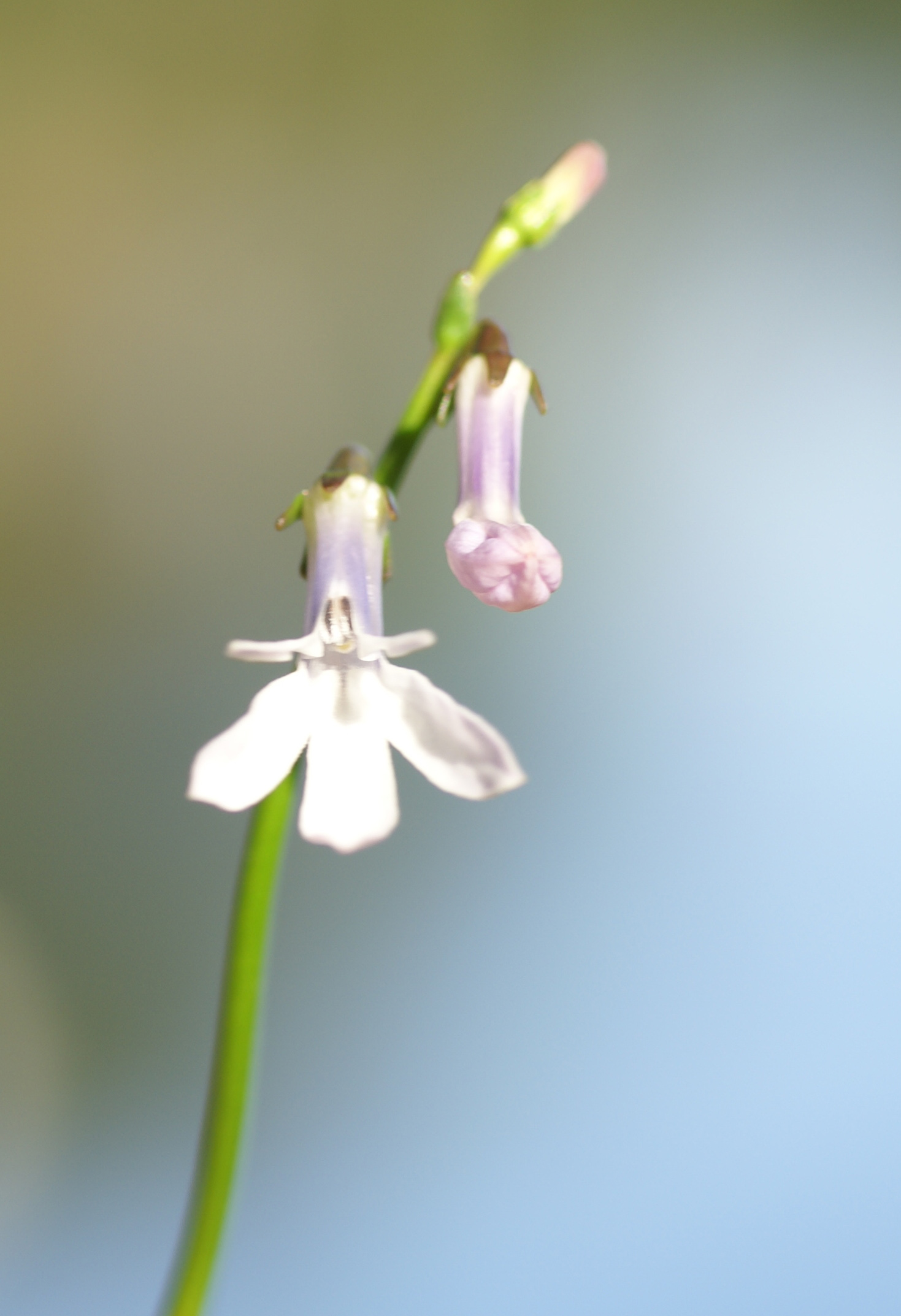
Detalle de la flor

## Hábitat
Es nativa de las regiones con temperaturas frías del norte de Europa, desde las islas británicas y noroeste de Francia y hacia el este hasta el noroeste de Rusia, también en Norteamérica en Nueva Jersey y oeste de los Grandes Lagos en Columbia Británica y hasta Oregón en el oeste. Crece en charcas y aguas estancadas evitando las aguas calcáreas.

## Características
Es una planta herbácea acuática, perenne que alcanza los 70–200 cm de altura en zonas inundadas de suelos ácidos de hasta 2 m de profundidad. Tiene un tallo hueco y delgado con savia lechosa. Las hojas sumergidas son lineares de  2.5–7.5 cm de longitud, producidas en una roseta basal sumergida. Las flores de 1–2 cm de longitud tienen cinco lóbulos blancos o rosa pálido o lila pálido que se encuentran en un racimo erecto sobre el agua, elevándose hasta los 20 cm de altura. Es fruto es una cápsula de 5-10 mm longitud y  3-5 mm de ancho, conteniendo numerosas semillas pequeñas.

## Propiedades
- Utilizado en las afecciones respiratorias contra el asma y la tos.
- Es emética, expectorante, sedante, diaforética y discretamente laxante.
- Al quemar la planta el humo que expele rechaza de forma natural a los insectos, en especial a los mosquitos.
- También estimula la frecuencia de la respiración y la dilatación de los bronquios.
- Ayuda a la deshabituación del tabaco.
- Se recomienda contra el dolor de cabeza y zumbido de los oídos.
- Es semejante en propiedades a Lobelia inflata, aunque su acción en menos intensa.

## Taxonomía
Lobelia dortmanna fue descrita por Carlos Linneo y publicado en Species Plantarum 2: 929. 1753.
Etimología
Lobelia: nombre genérico que fue nombrado en honor del botánico belga Matthias de Lobel (1538-1616).
dortmanna: epíteto
Sinonimia
- Dortmannia lacustris (Salisb.) G.Don
- Lobelia dortmanna f. terrestris Sylvèn
- Lobelia lacustris Salisb.
- Rapuntium dortmanna (L.) C.Presl[9][10]

## Nombre común
- Castellano: dobelia de Dortmann, lobelia europea, matacaballos de agua.